# Liwiusz Ilasz
Liwiusz Marian Ilasz (ur. 12 września 1961 w Warszawie) – polski adwokat praktykujący prawo w Polsce i USA. Kandydat na urząd prezydenta RP w wyborach w 2005.

## Życiorys
Jest absolwentem Wydziału Prawa Uniwersytetu Warszawskiego i Touro Law School (Szkoły Prawa) w Nowym Jorku, a także Wydziału Nauk Politycznych New York University. W czasie studiów w Touro Law School pobierał również nauki prawa europejskiego w Notre Dame Law School (Szkoła Prawa) w Indianie, USA.
W 1995 założył własną kancelarię adwokacką na Manhattanie, w 1997 wszedł w skład Okręgowej Izby Radców Prawnych w Warszawie, zaś od 2001  należy do Okręgowej Izby Adwokackiej w Warszawie. Publikował artykuły między innymi w „Rzeczpospolitej”,  „Roczniku Prawa Międzynarodowego", „Palestrze” oraz „Touro International Law Review”. Jest adwokatem w stanach Nowy Jork, New Jersey i Washington D.C.
W wywiadzie dla Wirtualnej Polski wspominał, iż partycypował w pracach Partii Republikańskiej w Stanach Zjednoczonych jako delegat stanu New Jersey na konwencję Partii Republikańskiej.
Jest autorem książki Nowa wizja Polski (Wyd. „Książka i Wiedza”, cop. 2002, Warszawa; ISBN 83-05-13264-1).

## Wybory prezydenckie 2005
Liwiusz Ilasz zgłosił się jako kandydat niezależny w wyborach prezydenckich w Polsce w roku 2005. Jego komitet wyborczy został zarejestrowany 7 lipca 2005. W wyborach zdobył 31 691 głosów (0,21%), zajmując ósme miejsce.
Jedynym ugrupowaniem, które popierało oficjalnie Ilasza, była grupa inicjatywna na rzecz powołania organizacji Zjednoczony Ruch Szlachecko-Monarchistyczny, która wycofała jednak swoje poparcie.